# Blues News
Blues News (BN) är en finskspråkig finländsk tidskrift med inriktning på blues och annan afroamerikansk musik. Tidningen grundades 1968 och är en av världens äldsta bluestidskrifter.
Blues News utges av Finnish Blues Society (FBS) och utkommer med sex nummer per år. FBS driver även skivbolaget Blue North Records.